# Ignazio Gozadinos
Ignazio Gozadinos (o Kozadinos; Citno, 1716 – Mariupol', 16 febbraio 1786) è stato un presbitero greco, metropolita di Gothia e Kafa e poi di Mariupol'.
È venerato come santo della Chiesa ortodossa.

## Biografia
Nato nel 1716 a Citno con il nome di Iakovos Gozadinos o Kozadinos, proveniva dalla famiglia dei Cozadin o Gozzadini. I Kozadin erano discendenti di una nobile famiglia dell'impero francese. Sebbene fossero originariamente cattolici, nel corso dei secoli divennero ortodossi. Infatti nel 1613 gli antenati di Ignazio edificarono la chiesa di San Sabbas a Citno, dove lo stesso Iakovos fu battezzato.
Ancor giovane, si recò sul Monte Athos dove divenne monaco nel Monastero di Vatopedi, assumendo il nome ecclesiastico di Ignazio. Nel 1770 ο 1771 fu nominato metropolita di Gothia e Kafa in Crimea, dove operò costantemente per la rinascita spirituale dei Greci e la conservazione della loro identità nazionale nonché della fede cristiano-ortodossa.
Nel 1778 accompagnò l'esodo dei Greci Ortodossi di Crimea, in quel periodo sotto il controllo dei Tatari, e successivamente curò il loro insediamento ad Azov dove fu costruita la città di Mariupoli. Nella nuova città egli stesso si stabilì con la sua comunità. Morì a Mariupoli il 16 febbraio del 1786. È stato dichiarato santo dalla Chiesa ortodossa ucraina. A seguito della decisione della Metropoli di Syros è oggi onorato come Santo locale nel luogo della sua nascita. Il 1 ottobre 2016 parte delle sue spoglie sono state trasferite da Mariupoli nella città di Citno.